# Higüey
Higüey é a cidade capital da província de La Altagracia, na República Dominicana.
Sua população estimada em 2012 era de 2 029 habitantes.

## Fontes

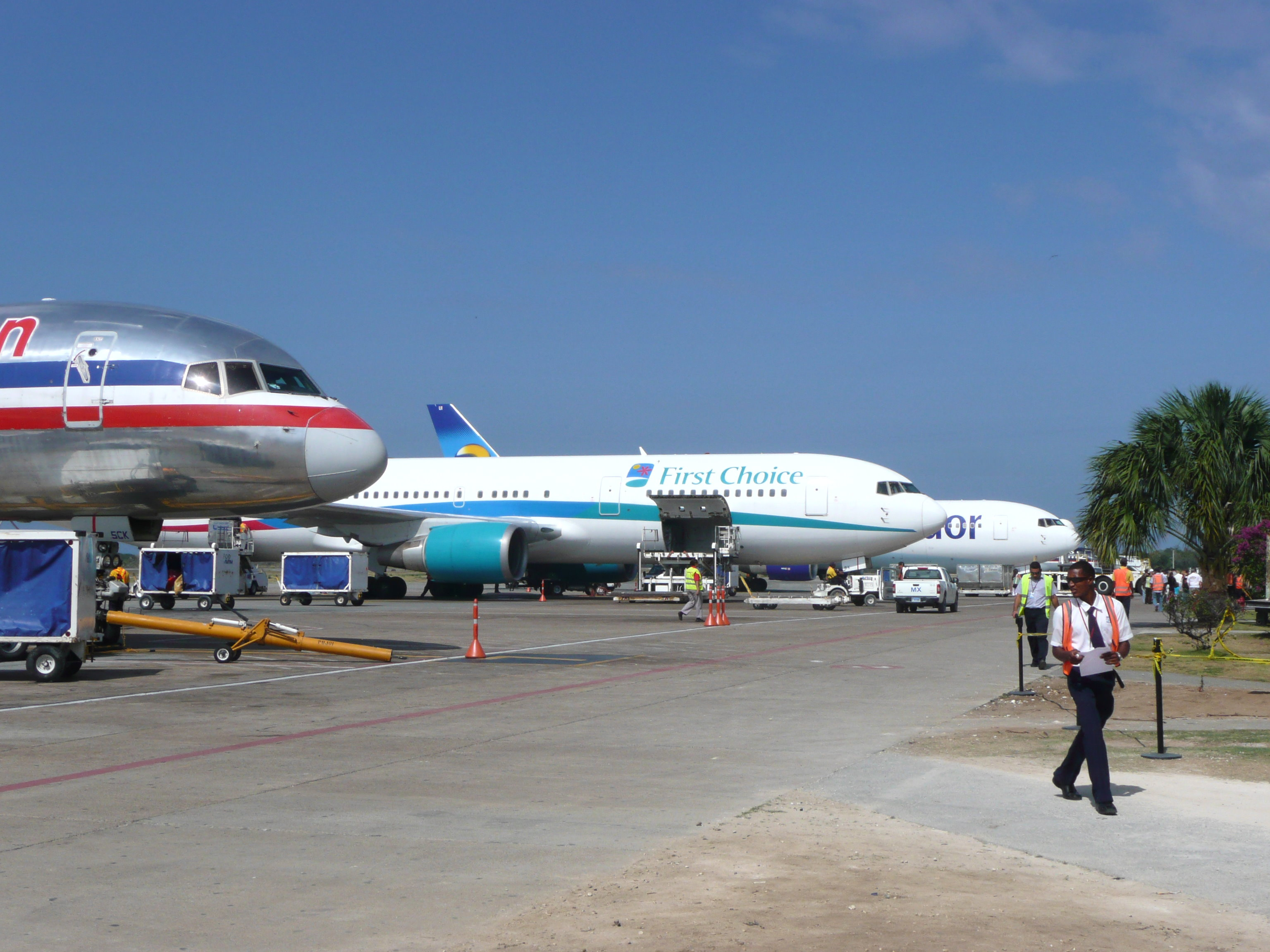
Terminal do Aeroporto Internacional de Punta Cana.